# Hallines
Hallines est une commune française située dans le département du Pas-de-Calais en région Hauts-de-France. Ses habitants sont appelés les Hallinois
La commune fait partie de la communauté d'agglomération du Pays de Saint-Omer qui regroupe 53 communes et compte 104 937 habitants en 2021.
Le territoire de la commune est situé dans le parc naturel régional des Caps et Marais d'Opale.

## Géographie

### Localisation
Localisée dans le nord-est du département du Pas-de-Calais, Hallines est une commune de la vallée de l’Aa située, à vol d'oiseau, à 5 km au sud-ouest de la commune de Saint-Omer (chef-lieu d'arrondissement).
Le territoire de la commune est limitrophe de ceux de six communes.
Les communes limitrophes sont  Esquerdes, Helfaut, Pihem, Remilly-Wirquin, Wisques et Wizernes.

### Géologie et relief
La superficie de la commune est de 5,72 km2 ; son altitude varie de 22  à   123 mètres.

### Hydrographie
Le territoire de la commune est situé dans le bassin Artois-Picardie.
La commune est traversée par le fleuve l'Aa, un cours d'eau naturel de 56 km, qui prend sa source dans la commune de Bourthes et se jette dans le canal de Neufossé au niveau de la commune de Saint-Omer. Sur son territoire court un petit cours d’eau de 1,15 km, le Noir Cornet qui prend sa source et finit sa course dans la commune.

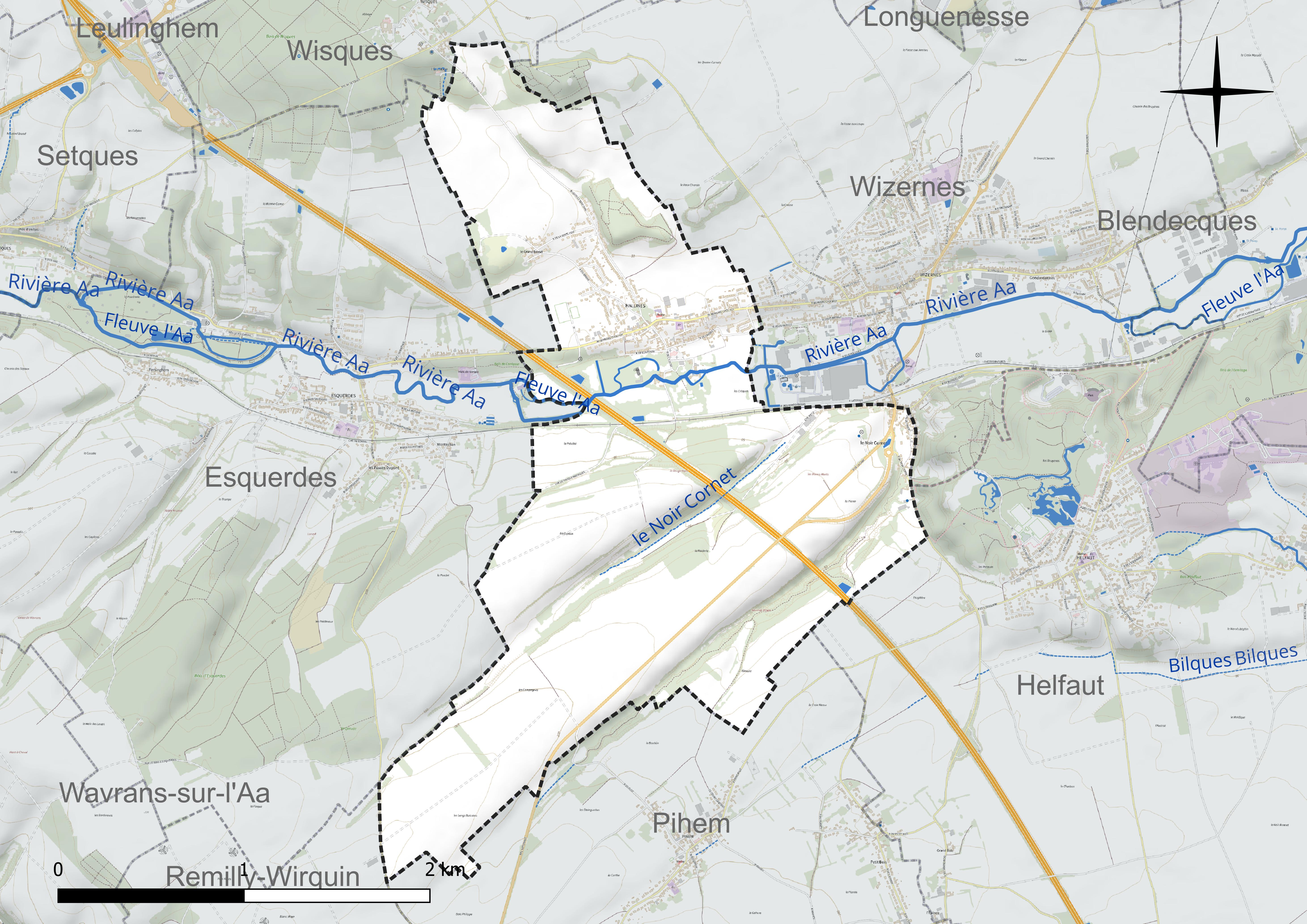
Réseau hydrographique d'Hallines.

### Climat
Pour des articles plus généraux, voir Climat des Hauts-de-France et Climat du Pas-de-Calais.
En 2010, le climat de la commune est de type climat océanique franc, selon une étude du CNRS s'appuyant sur une série de données couvrant la période 1971-2000. En 2020, Météo-France publie une typologie des climats de la France métropolitaine dans laquelle la commune est exposée à un climat océanique et est dans la région climatique Côtes de la Manche orientale, caractérisée par un faible ensoleillement (1 550 h/an) ; forte humidité de l’air (plus de 20 h/jour avec humidité relative > 80 % en hiver), vents forts fréquents.
Pour la période 1971-2000, la température annuelle moyenne est de 10,4 °C, avec une amplitude thermique annuelle de 13,5 °C. Le cumul annuel moyen de précipitations est de 841 mm, avec 12,8 jours de précipitations en janvier et 8,4 jours en juillet. Pour la période 1991-2020, la température moyenne annuelle observée sur la station météorologique la plus proche, située sur la commune de Nielles-lès-Bléquin à 13 km à vol d'oiseau, est de 10,6 °C et le cumul annuel moyen de précipitations est de 976,9 mm,. Pour l'avenir, les paramètres climatiques de la commune estimés pour 2050 selon différents scénarios d'émission de gaz à effet de serre sont consultables sur un site dédié publié par Météo-France en novembre 2022.

### Milieux naturels et biodiversité

#### Espaces protégés et gérés
La protection réglementaire est le mode d’intervention le plus fort pour préserver des espaces naturels remarquables et leur biodiversité associée.
Dans ce cadre, la commune fait partie de deux espaces protégés : 
- la réserve de biosphère du marais audomarois, zone de transition, d’une superficie de 18 303 hectares[13] ;
- le parc naturel régional des Caps et Marais d'Opale, d’une superficie de 132 499 ha réparties sur 154 communes, géré par le syndicat mixte d'aménagement et de gestion du parc naturel régional des Caps et Marais d'Opale[14].

#### Zones naturelles d'intérêt écologique, faunistique et floristique
L’inventaire des zones naturelles d'intérêt écologique, faunistique et floristique (ZNIEFF) a pour objectif de réaliser une couverture des zones les plus intéressantes sur le plan écologique, essentiellement dans la perspective d’améliorer la connaissance du patrimoine naturel national et de fournir aux différents décideurs un outil d’aide à la prise en compte de l’environnement dans l’aménagement du territoire.
Le territoire communal comprend trois ZNIEFF de type 1 :
- la Vallée de l'Aa entre Lumbres et Wizernes, d’une superficie de 168 ha et d'une altitude variant de 25 à 36 mètres. Ce site se rattache à l'ensemble écologique constitué par la moyenne vallée de l’Aa et ses versants entre Remilly-Wirquin et Wizernes (ZNIEFF de type 2)[15] ;
- le bois et les landes de Wisques, d’une superficie de 175 ha et d'une altitude variant de 89  à   126 m. Ce site occupe une des nombreuses buttes sablo-argileuses relictuelles couronnant les hauts de versants et les plateaux de la vallée de l’Aa[16] ;
- Les ravins de Pihem et Noir Cornet et coteau de Wizernes. Cette ZNIEFF s’étend le long de la rive droite de l’Aa où elle forme un ensemble des plus remarquables tant d’un point de vue paysager qu’écologique[17].

et une ZNIEFF de type 2 : a moyenne vallée de l’Aa et ses versants entre Remilly-Wirquin et Wizernes. La moyenne vallée de l’Aa et ses versants représentent un remarquable ensemble écologique associant des habitats très différents constituant des complexes de végétations souvent complémentaires.

Carte des ZNIEFF de type 1 et 2 sur la commune
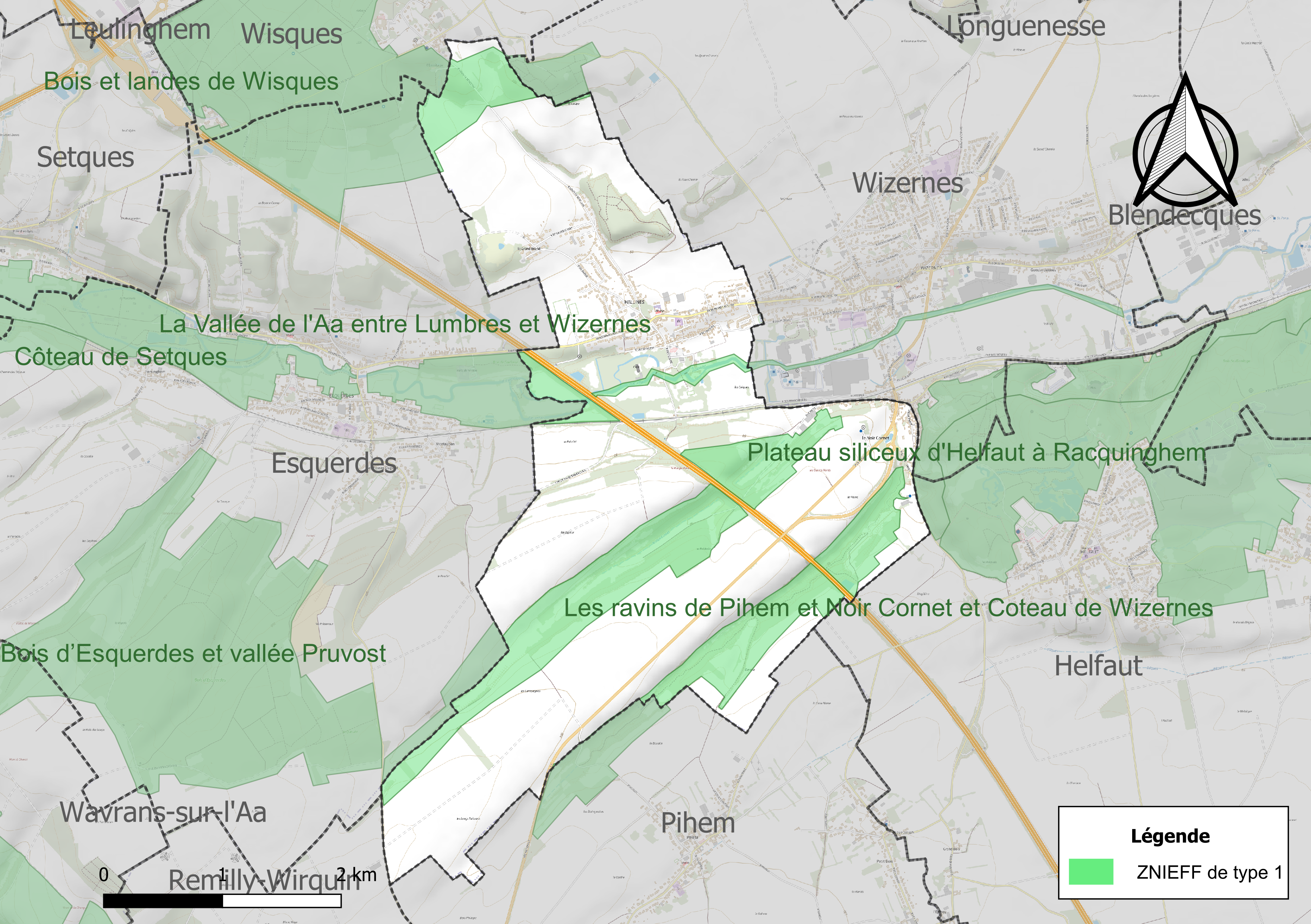
Carte des ZNIEFF de type 1 sur la commune.
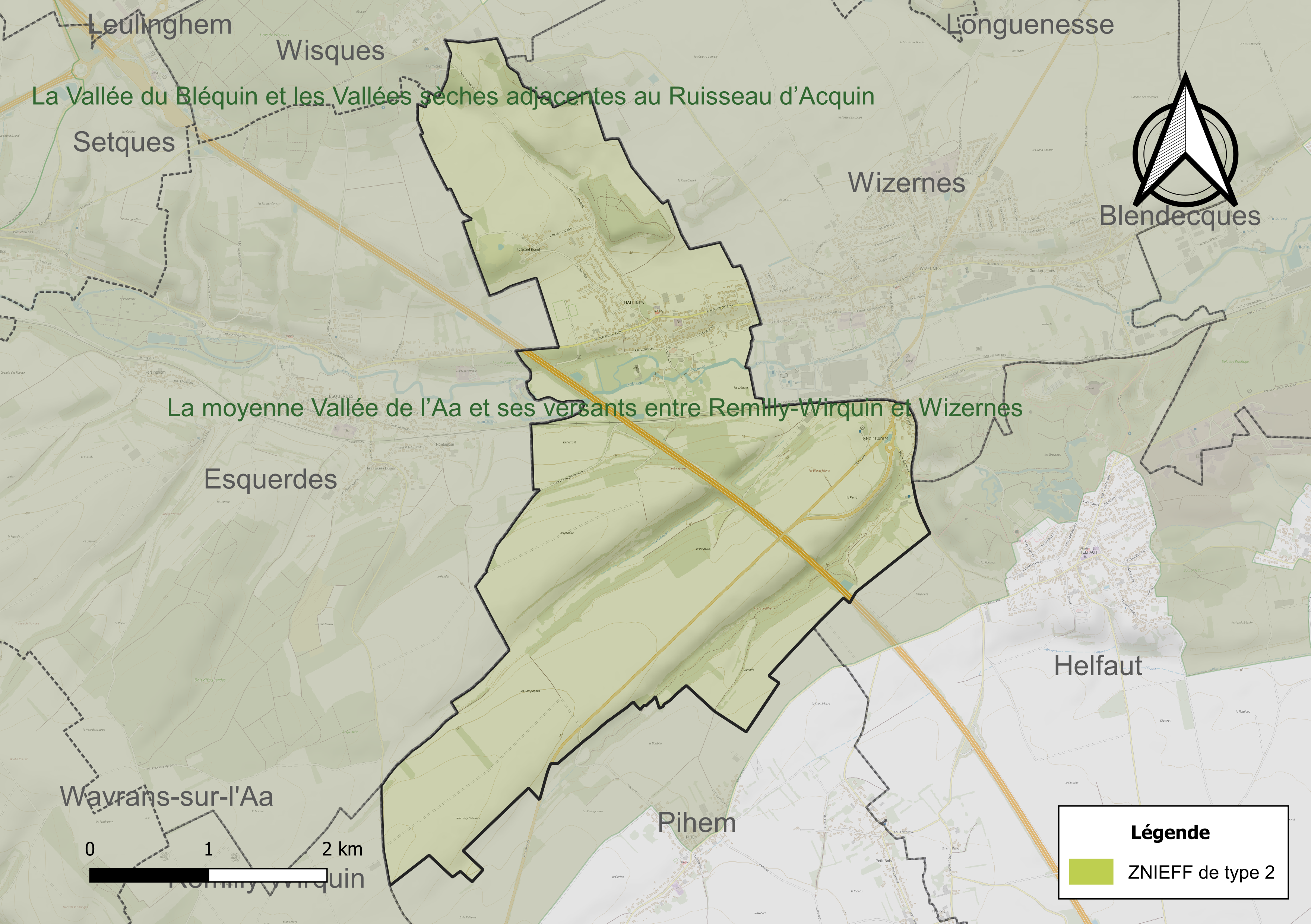
Carte de la ZNIEFF de type 2 sur la commune.

#### Site Natura 2000
Le réseau Natura 2000 est un réseau écologique européen de sites naturels d’intérêt écologique élaboré à partir des directives « habitats » et « oiseaux ». Ce réseau est constitué de zones spéciales de conservation (ZSC) et de zones de protection spéciale (ZPS). Dans les zones de ce réseau, les États Membres s'engagent à maintenir dans un état de conservation favorable les types d'habitats et d'espèces concernés, par le biais de mesures réglementaires, administratives ou contractuelles.
Sur la commune, un site Natura 2000 de type B est défini en site d'importance communautaire (SIC) : les pelouses, bois acides à neutrocalcicoles, landes nord-atlantiques du plateau d'Helfaut et le système alluvial de la moyenne vallée de l'Aa d'une superficie de 389 ha et répartis sur 14 communes.

#### Espèces faunistiques et floristiques
Le site de l’Inventaire national du patrimoine naturel (INPN) recense plusieurs espèces faunistiques et floristiques sur le territoire de la commune dont certaines sont protégées et d’autres menacées et quasi-menacées.

## Urbanisme

### Typologie
Au 1er janvier 2024, Hallines est catégorisée ceinture urbaine, selon la nouvelle grille communale de densité à sept niveaux définie par l'Insee en 2022.
Elle appartient à l'unité urbaine de Saint-Omer, une agglomération inter-départementale regroupant 23  communes, dont elle est une commune de la banlieue,,. Par ailleurs la commune fait partie de l'aire d'attraction de Saint-Omer, dont elle est une commune de la couronne,. Cette aire, qui regroupe 79 communes, est catégorisée dans les aires de 50 000 à moins de 200 000 habitants,.

### Occupation des sols
L'occupation des sols de la commune, telle qu'elle ressort de la base de données européenne d’occupation biophysique des sols Corine Land Cover (CLC), est marquée par l'importance des territoires agricoles (86 % en 2018), en diminution par rapport à 1990 (87,3 %). La répartition détaillée en 2018 est la suivante : 
terres arables (70,9 %), prairies (14,5 %), zones urbanisées (8,7 %), forêts (5,3 %), zones agricoles hétérogènes (0,6 %). L'évolution de l’occupation des sols de la commune et de ses infrastructures peut être observée sur les différentes représentations cartographiques du territoire : la carte de Cassini (XVIIIe siècle), la carte d'état-major (1820-1866) et les cartes ou photos aériennes de l'IGN pour la période actuelle (1950 à aujourd'hui).

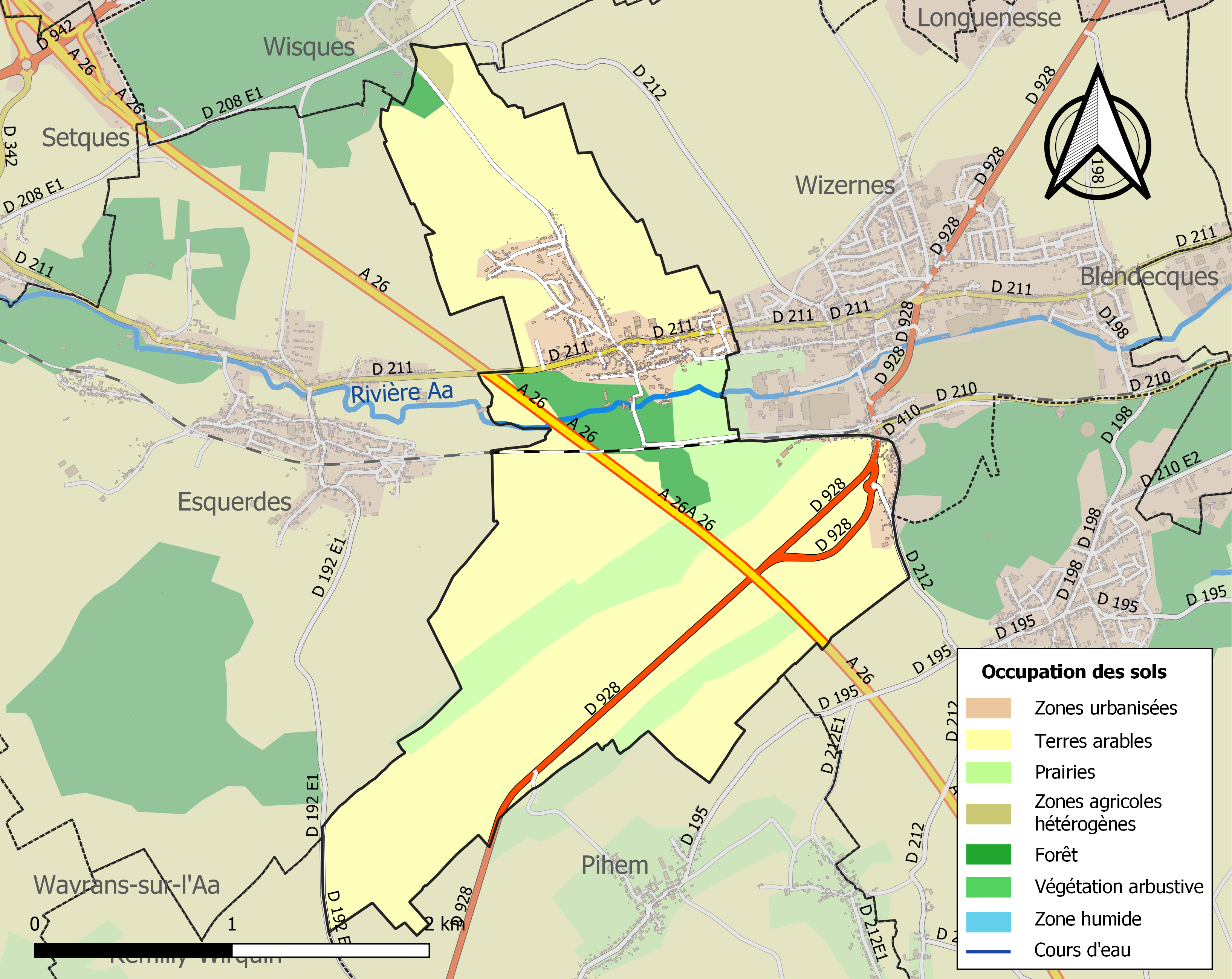
Carte des infrastructures et de l'occupation des sols de la commune en 2018 (CLC).

### Voies de communication
La commune est desservie par la route départementale D 211 et est située à 5 km de la sortie no 3 de l'autoroute A26, aussi appelée autoroute des Anglais, reliant Calais et Troyes.

#### Transports

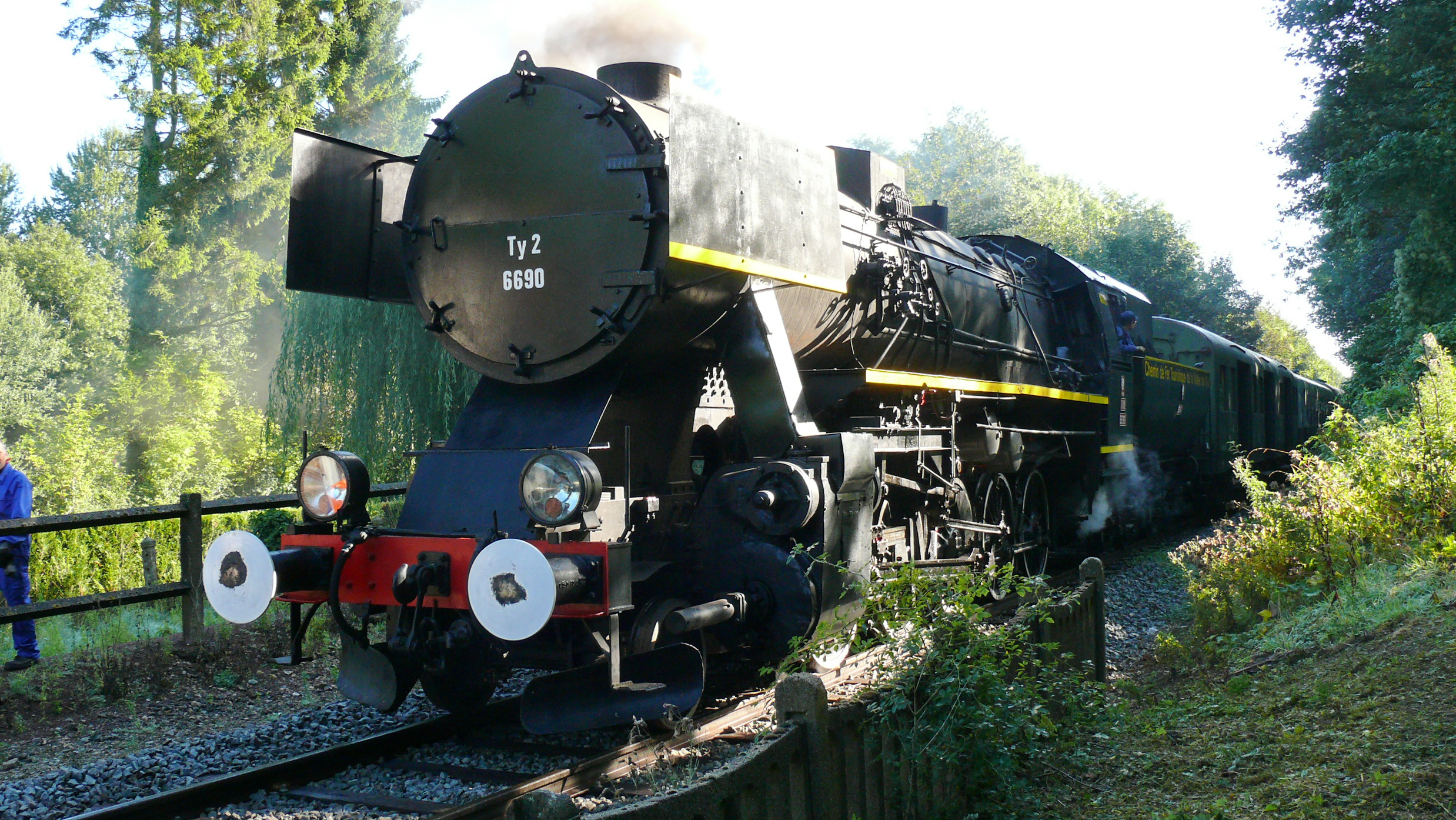
Passage à Hallines.

La commune se trouve à 7 km, au sud-est, de la gare de Saint-Omer, située sur les lignes de Lille aux Fontinettes et de Saint-Omer à Hesdigneul, desservie par des trains TER Hauts-de-France.
La commune est située sur l'ancienne ligne de chemin de fer de Saint-Omer à Hesdigneul. L'association « Chemin de fer touristique de la vallée de l'Aa » fait circuler, en saison, un train touristique sur les 15 kilomètres de voie ferrée entre Arques et Lumbres, section de cette ancienne ligne.
La commune est desservie par la ligne 2 du réseau urbain Mouvéo. Elle est également desservie par la ligne 422 du réseau interurbain du Pas-de-Calais Oscar.

### Risques naturels et technologiques

#### Risque inondation
À la suite du passage des tempêtes Ciarán, Domingos et Elisa et des inondations et coulées de boue qui se sont produites, la commune est reconnue, par arrêté du 14 novembre 2023, en état de catastrophe naturelle pour inondations et coulées de boue sur la période du 2 au 12 novembre 2023, comme 179 autres communes du département.

## Toponymie
Le nom de la localité est attesté sous les formes Hanalines en 1092 ; Hanclines [lire : Hanelines en 1093] ; Haneline en 1139 ; Hanelines vers 1182 ; Hanlines vers 1189 ; Hamelines de 1170 à 1191 ; Hannelines en 1193 ; Hanniles en 1200 ; Haslines en 1201 ; Havelines [lire : Hanelines en 1209] ; Haulines en 1227 ; Hallines en 1269 ; Allines en 1396 ; Helines au XIVe siècle ; Halinghes en 1469 ; Halines-lez-la-Ville-de-Saint-Omer en 1539 ; Haline en 1559 ; Hallene en 1739; Hallines en 1793 et depuis 1801.
Haneline en flamand.

## Histoire

### Préhistoire
Un gisement du paléolithique supérieur a été découvert dans la commune.

### Seigneurs d'Hallines
En 1097, Robert de Thérouanne, seigneur d'Hallines (appelée Hallines-les-Thérouanne) fait partie de la cour du seigneur de Lillers.
On connaît plusieurs générations de seigneurs d'Hallines dans la Maison de Lens, de la branche des seigneurs de Blendecques.
Le premier est Philippe de Lens, époux de Claire d'Audenfort. Ils ont Louis de Lens, dit de Rebecque, époux de Françoise du Mez qui a pour armes, un écartelé ; au 1, contre-écartelé d'or et de sable, qui est de Lens ; au 2, d'or à trois aiglettes de sable, becquées et membrées de gueules ;  au 3 ; vairé d'or et de gueules ; au 4, bandé d'argent et d'azur de six pièces à la bordure de gueules, qui est de Licques. Leur fils est Oudard de Lens, seigneur de Blendecques, d'Hallines et d'Allouaigne, mort en 1613, époux de Marguerite de Nédonchel ; morte en 1616, fille de François, seigneur d'Ybergue, et d'Isabeau du Biez. Ils ont Robert puis Antoine, qui est l'auteur de la branche d'Oyeghem.
Robert de Lens, chevalier, seigneur de Blendecques et d'Hallines, est gouverneur de Saint-Omer ; il porte les armes de Lens, et sur le tout : d'argent à trois tourteaux de gueules, qui est d'Ohlain. Par contrat du 24 octobre 1622, il épouse Madeleine de Belleforière (près de Béthune), sa cousine germaine, fille de Jean, chevalier, seigneur de Belleforière, de Rots, de Warendin et de Courcelles-au-Bois, et d'Anne de Nédonchel.
Suit leur fils, François de Lens, né le 9/08/1625, seigneur de Blendecques et d'Hallines, créé comte de Blendecques par lettres de Philippe IV d'Espagne de 1664, épouse le 6 février 1649 Eléonore Philippine de Houchin, fille de Philippe, seigneur de Longastre, Mory et Annezin, et de Françoise Ernestin de Gavre-de Frezin.

## Politique et administration

### Découpage territorial
La commune se trouve dans l'arrondissement de Saint-Omer du département du Pas-de-Calais, depuis 1801.

#### Commune et intercommunalités
La commune est membre de la communauté d'agglomération du Pays de Saint-Omer (CAPSO).

#### Circonscriptions administratives
La commune est rattachée au canton de Longuenesse. Avant le redécoupage cantonal de 2014, elle était, depuis 1801, rattachée au canton de Lumbres.

#### Circonscriptions électorales
Pour l'élection des députés, la commune fait partie de la sixième circonscription du Pas-de-Calais.

### Élections municipales et communautaires

#### Liste des maires
| Période                                  | Période                   | Identité         | Étiquette | Qualité |
| ---------------------------------------- | ------------------------- | ---------------- | --------- | --- |
| Les données manquantes sont à compléter. |                           |                  |           | |
| avant 1988                               | ?                         | Claude Sourdeval |           | |
| 1993                                     | 2014                      | Jean-Claude Noël |           | Papetier |
| 2014,                                    | En cours (au 26 mai 2020) | Michel Prévost   | DVD       | Chef de projet retraité d’Arc International Vice-président de la CA de Saint-Omer (2014 → 2016) Vice-président de la CA du Pays de Saint-Omer (2017 → ) Réélu pour le mandat 2020-2026 |

### Jumelages
La commune est jumelée avec :
| Ville | Ville    | Pays | Pays      | Période     |
| ----- | -------- | ---- | --------- | ----------- |
|       | Ensdorf, |      | Allemagne | depuis 1988 |

## Équipements et services publics

### Enseignement
La commune est située dans l'académie de Lille et dépend, pour les vacances scolaires, de la zone B.
Elle administre l’école maternelle Jacques Brel et l’école primaireFerry - Brel.

### Justice, sécurité, secours et défense
La commune dépend du tribunal judiciaire de Saint-Omer, du conseil de prud'hommes de Saint-Omer, de la cour d'appel de Douai, du tribunal de commerce de Boulogne-sur-Mer, du tribunal administratif de Lille, de la cour administrative d'appel de Douai, du pôle nationalité du tribunal judiciaire de Boulogne-sur-Mer et du tribunal pour enfants de Saint-Omer.

## Population et société

### Démographie
Les habitants de la commune sont appelés les Hallinois.

#### Évolution démographique
L'évolution du nombre d'habitants est connue à travers les recensements de la population effectués dans la commune depuis 1793. Pour les communes de moins de 10 000 habitants, une enquête de recensement portant sur toute la population est réalisée tous les cinq ans, les populations de référence des années intermédiaires étant quant à elles estimées par interpolation ou extrapolation. Pour la commune, le premier recensement exhaustif entrant dans le cadre du nouveau dispositif a été réalisé en 2005.

En 2022, la commune comptait 1 202 habitants, en évolution de −0,33 % par rapport à 2016 (Pas-de-Calais : −0,72 %, France hors Mayotte : +2,11 %).
| 1793 | 1800 | 1806 | 1821 | 1831 | 1836 | 1841 | 1846 | 1851 |
| ---- | ---- | ---- | ---- | ---- | ---- | ---- | ---- | ---- |
| 280  | 306  | 336  | 501  | 551  | 577  | 606  | 634  | 630  |

| 1856 | 1861 | 1866 | 1872 | 1876 | 1881 | 1886 | 1891 | 1896 |
| ---- | ---- | ---- | ---- | ---- | ---- | ---- | ---- | ---- |
| 619  | 622  | 634  | 653  | 779  | 823  | 840  | 909  | 835  |

| 1901 | 1906 | 1911 | 1921 | 1926 | 1931 | 1936 | 1946 | 1954 |
| ---- | ---- | ---- | ---- | ---- | ---- | ---- | ---- | ---- |
| 842  | 834  | 820  | 801  | 855  | 841  | 838  | 871  | 860  |

| 1962 | 1968 | 1975  | 1982  | 1990  | 1999  | 2005  | 2006  | 2010  |
| ---- | ---- | ----- | ----- | ----- | ----- | ----- | ----- | ----- |
| 977  | 979  | 1 201 | 1 239 | 1 396 | 1 396 | 1 386 | 1 372 | 1 291 |

| 2015  | 2020  | 2022  | - | - | - | - | - | - |
| ----- | ----- | ----- | - | - | - | - | - | - |
| 1 218 | 1 211 | 1 202 | - | - | - | - | - | - |

#### Pyramide des âges
En 2018, le taux de personnes d'un âge inférieur à 30 ans s'élève à 32,2 %, soit en dessous de la moyenne départementale (36,7 %). À l'inverse, le taux de personnes d'âge supérieur à 60 ans est de 29,2 % la même année, alors qu'il est de 24,9 % au niveau départemental.
En 2018, la commune comptait 608 hommes pour 592 femmes, soit un taux de 50,67 % d'hommes, largement supérieur au taux départemental (48,50 %).
Les pyramides des âges de la commune et du département s'établissent comme suit.
| Hommes | Classe d’âge | Femmes |
| ------ | ------------ | ------ |
| 0,2    | 90 ou +      | 0,8    |
| 4,9    | 75-89 ans    | 9,5    |
| 20,2   | 60-74 ans    | 22,8   |
| 21,8   | 45-59 ans    | 22,9   |
| 16,6   | 30-44 ans    | 15,9   |
| 16,0   | 15-29 ans    | 14,6   |
| 20,4   | 0-14 ans     | 13,4   |

| Hommes | Classe d’âge | Femmes |
| ------ | ------------ | ------ |
| 0,5    | 90 ou +      | 1,6    |
| 5,6    | 75-89 ans    | 8,9    |
| 16,7   | 60-74 ans    | 18,1   |
| 20,2   | 45-59 ans    | 19,2   |
| 18,9   | 30-44 ans    | 18,1   |
| 18,2   | 15-29 ans    | 16,2   |
| 19,9   | 0-14 ans     | 17,9   |

### Manifestations culturelles et festivités
En saison, de mai à septembre, la commune est desservie par le Chemin de fer touristique de la vallée de l'Aa (CFTVA). Il circule sur les quinze kilomètres de voie ferrée, entre Arques et Lumbres, durant lesquels un bénévole anime et commente le parcours.

## Culture locale et patrimoine

### Lieux et monuments

#### Monument historique
- Le gisement du paléolithique supérieur, découvert dans la commune, fait l’objet d’une inscription au titre des monuments historiques depuis le 5 octobre 1970[33].

#### Autres monuments
- L'église Notre-Dame-de-Bon-Secours, construite entre 1868 et 1873 en remplacement de l'ancienne église devenue trop vétuste. De style néogothique, elle est l'œuvre de l’architecte Clovis Normand[52] sur une commande de membres de la famille Dambricourt, propriétaire de papeteries à Hallines et à Wizernes. Elle héberge 8 éléments patrimoniaux classés ou inscrits au titre d'objet des monuments historiques[53].
- L'ancien moulin à papier Dambricourt, reconstruit vers 1860[54] ;
- L'ancienne usine de chaux Helfo[55] ;
- Le parc du château de la Prévôté[56].
- Le monument aux morts[57].

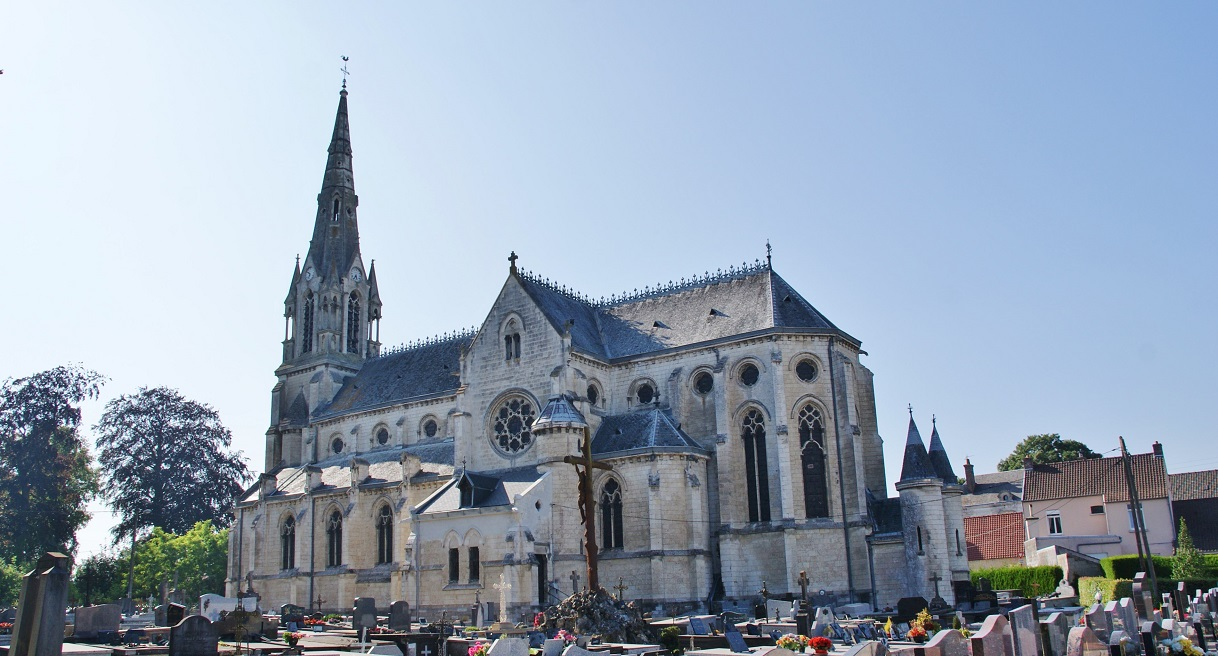
L'église Notre-Dame-de-Bon-Secours.
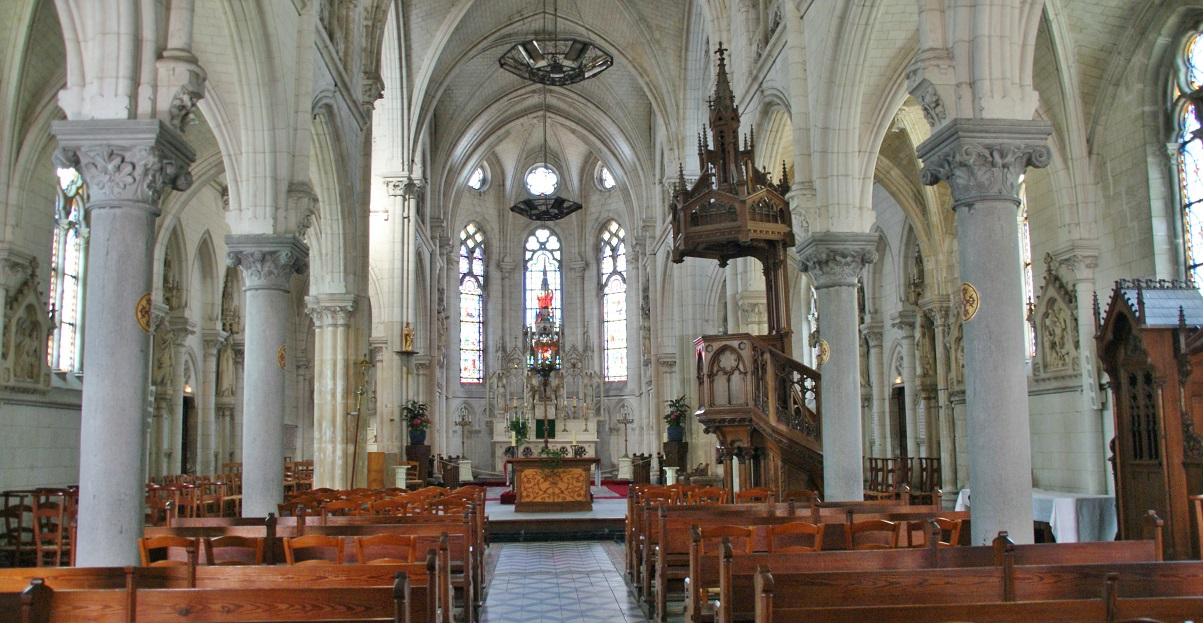
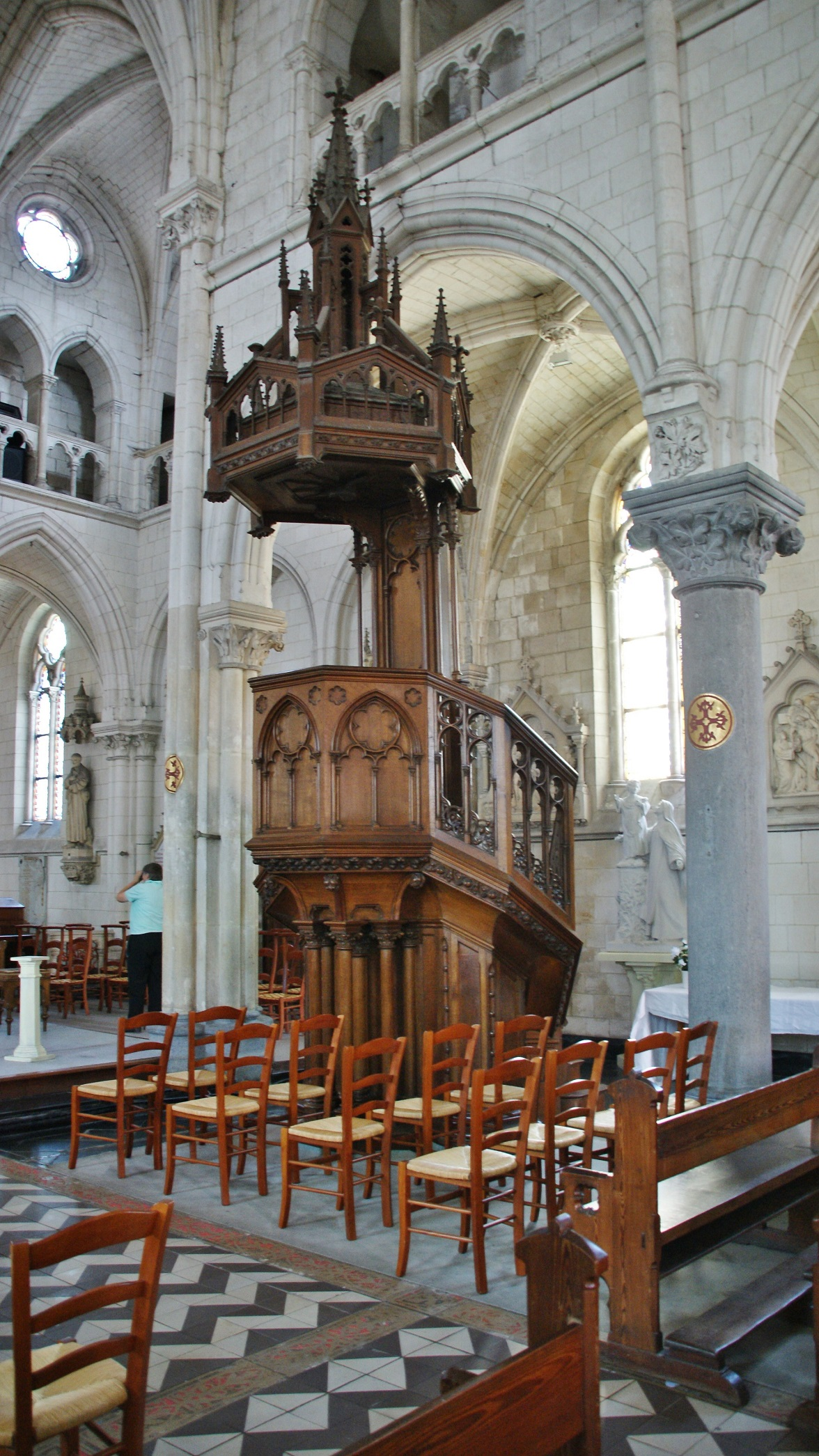
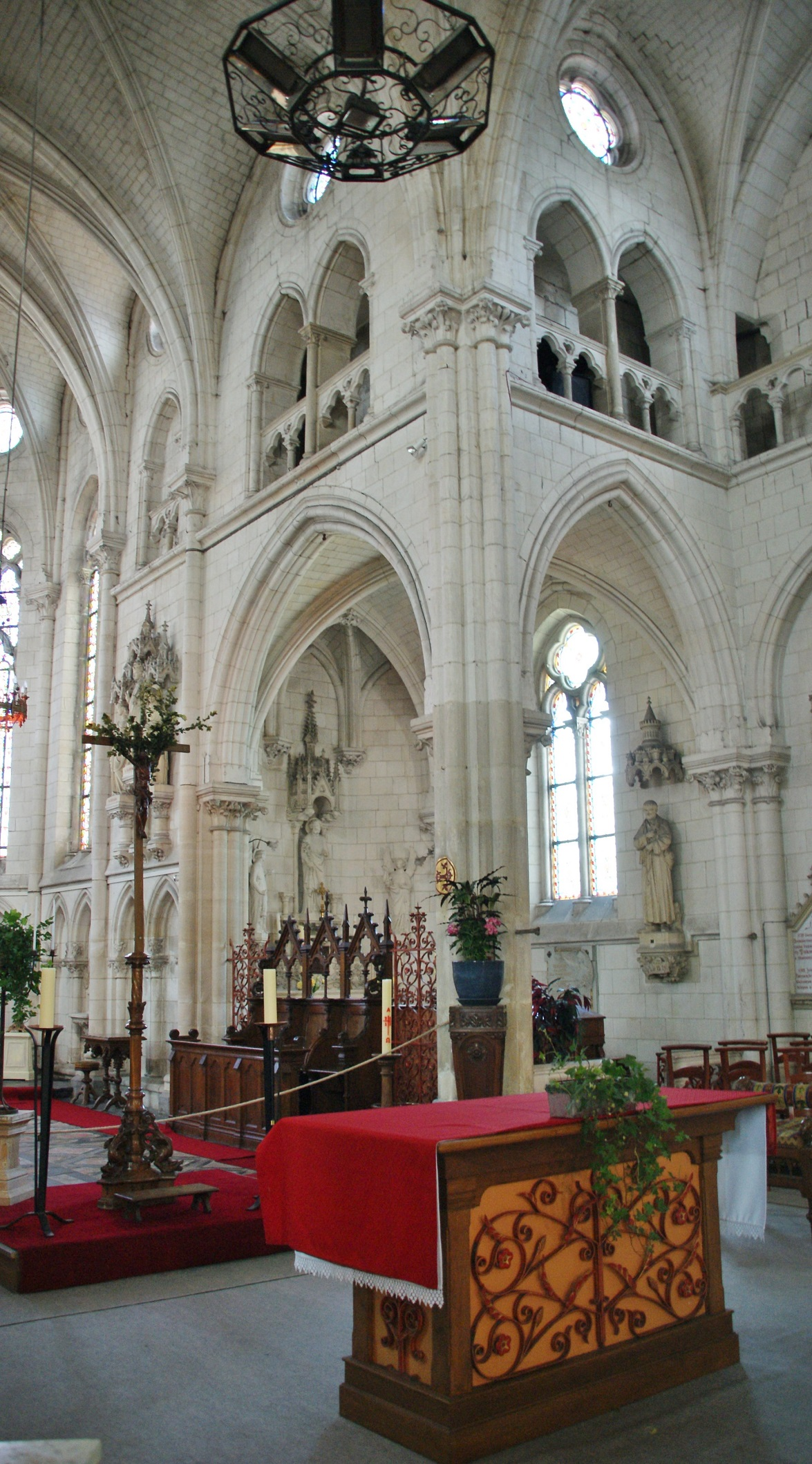

### Héraldique, logotype et devise
| Blason de Hallines | Blason  | D'or à la bande fuselée de gueules, accompagnée en chef de trois épis de blé empoignés du même et en pointe d'une fleur de lis d'azur florencée de gueules. |
| Blason de Hallines | Détails | Adopté par la municipalité. |

## Pour approfondir